# Miura Gorō
Pour les articles homonymes, voir Miura (homonymie).
Miura Gorō est un nom japonais traditionnel ; le nom de famille (ou le nom d'école), Miura, précède donc le prénom (ou le nom d'artiste).
Le vicomte Miura Gorō (三浦 梧楼), né le 1er janvier 1847 au domaine de Chōshū et décédé à l'âge de 79 ans le 28 octobre 1926 à Tokyo, est un lieutenant général de l'armée impériale japonaise.

## Biographie
Fils d'un samouraï au service du clan de Hagi, Miura Gorō est né au domaine de Chōshū (actuelle préfecture de Yamaguchi). Après avoir étudié à l'école militaire meirinkan du clan, il intègre la milice irrégulière Kiheitai du domaine et participe activement à la guerre de Boshin contre le shogunat Tokugawa. Il occupe ensuite différentes fonctions au ministère de l'Armée et devient commandant du district de Hiroshima. Durant la rébellion de Satsuma, il commande la troisième brigade de l'armée.
En 1884, il accompagne Ōyama Iwao en Europe pour étudier les systèmes militaires de différents pays occidentaux. En 1888, en conflit avec les hommes politiques de Chōshū, il est transféré dans la réserve. En novembre de la même année, il prend sa retraite militaire et devient président de l'école pour aristocrates Gakushūin.
En 1890, Miura est nommé à la chambre des pairs et élevé au titre de vicomte (shishaku) selon le système de pairie kazoku.
En 1895, Miura est nommé ambassadeur du Japon en Corée et succède à Inoue Kaoru. Plus tard dans l'année, la situation politique de la péninsule devient particulièrement instable à la suite de l'incident international causé par l'assassinat de l'impératrice Myeongseong. Miura, qui a joué un rôle important dans cet acte, est rappelé au Japon et jugé avec d'autres militaires dans une parodie de procès à la Cour de justice du district de Hiroshima. Le procès a lieu uniquement pour des raisons politiques car cela donne l'impression aux nations occidentales que le droit règne au Japon. L'avocat de Miura affirme que ce qui est reproché n'est pas un meurtre. La Cour le juge innocent par manque de preuve et Miura et les autres accusés quittent le procès avec l'image de héros nationaux.
Plus tard, après le traité d'annexion de la Corée de 1910, Miura devient membre du Conseil privé et favorise l'usage de la médiation entre les chefs des différents partis politiques pour protéger la constitution Meiji.